# Municipio de Hensley (Indiana)
El municipio de Hensley (en inglés: Hensley Township) es un municipio ubicado en el condado de Johnson en el estado estadounidense de Indiana. En el año 2010 tenía una población de 3329 habitantes y una densidad poblacional de 34,81 personas por km².

## Geografía
El municipio de Hensley se encuentra ubicado en las coordenadas 39°23′34″N 86°11′29″O / 39.39278, -86.19139. Según la Oficina del Censo de los Estados Unidos, el municipio tiene una superficie total de 95.62 km², de la cual 94,51 km² corresponden a tierra firme y (1,16 %) 1,11 km² es agua.

## Demografía
Según el censo de 2010, había 3329 personas residiendo en el municipio de Hensley. La densidad de población era de 34,81 hab./km². De los 3329 habitantes, el municipio de Hensley estaba compuesto por el 97,78 % blancos, el 0,36 % eran afroamericanos, el 0,42 % eran amerindios, el 0,33 % eran asiáticos, el 0,33 % eran de otras razas y el 0,78 % eran de una mezcla de razas. Del total de la población el 0,81 % eran hispanos o latinos de cualquier raza.